# Gebrüder Montgolfier
Die Brüder Joseph Michel Montgolfier (* 26. August 1740 in Annonay bei Lyon; † 26. Juni 1810 in Balaruc-les-Bains) und Jacques Étienne Montgolfier (* 6. Januar 1745 in Annonay; † 2. August 1799) waren französische Erfinder. Sie erfanden den nach ihnen als Montgolfière benannten Heißluftballon. Bekannt sind beide, mit oder ohne den Zusatz de, als Joseph (de) Montgolfier und Étienne (de) Montgolfier.

## Leben
Joseph Michel war das 12., Jacques Étienne das 15. von 16 Kindern des Papierfabrikanten Pierre Montgolfier und seiner Frau Anne Duret. Die Brüder wurden in Naturwissenschaften unterrichtet und in Architektur ausgebildet. Sie leiteten später gemeinsam die seit 1557 im Familienbesitz befindliche Papierfabrik. Seit Mitte der 1770er Jahre beschäftigte sich Joseph Michel mit der Luftfahrt, und zwar zunächst mit dem Fallschirm. 1777 machte er einen Selbstversuch vom Dach seines Hauses, der gut ausging. Auf Bitten seiner Familie unterließ er weitere Versuche dieser Art.

### Ballons
Angeregt durch eine Schrift Joseph Priestleys beschäftigte er sich dann mit den Eigenschaften diverser Gase. Er wollte eine mit „leichter Luft“ gefüllte luftdichte Hülle zum Aufsteigen bringen. Experimente mit Wasserstoff schlugen fehl. Im Dezember 1782 ließen die beiden Brüder in ihrem Heimatort Annonay mittels erhitzter Luft einen Ballon aufsteigen. Sie verbrannten dazu Wolle und Heu. Sie glaubten fälschlich, der Rauch sei das Auftriebsmittel, und bevorzugten stark qualmende Brennmaterialien.

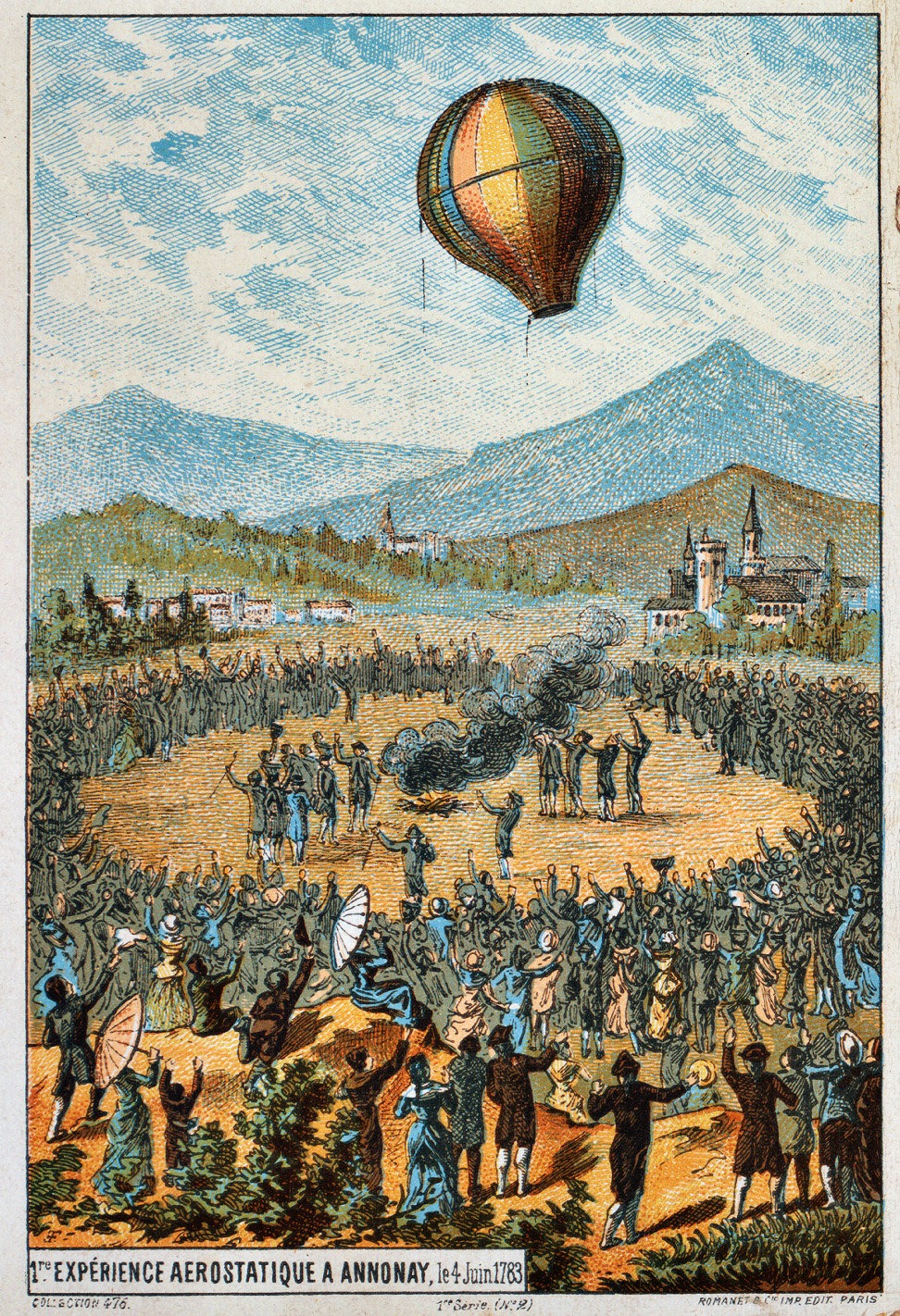
Erster Aufstieg einer Montgolfière am 4. Juni 1783

Anschließend bauten sie einen verbesserten Ballon aus Leinwand, der mit Papier abgedichtet worden war. Sie ließen ihn am 4. Juni 1783 in Annonay vor Publikum aufsteigen. Dieser Flug dauerte zehn Minuten und soll eine Höhe von über 2000 m erreicht haben.

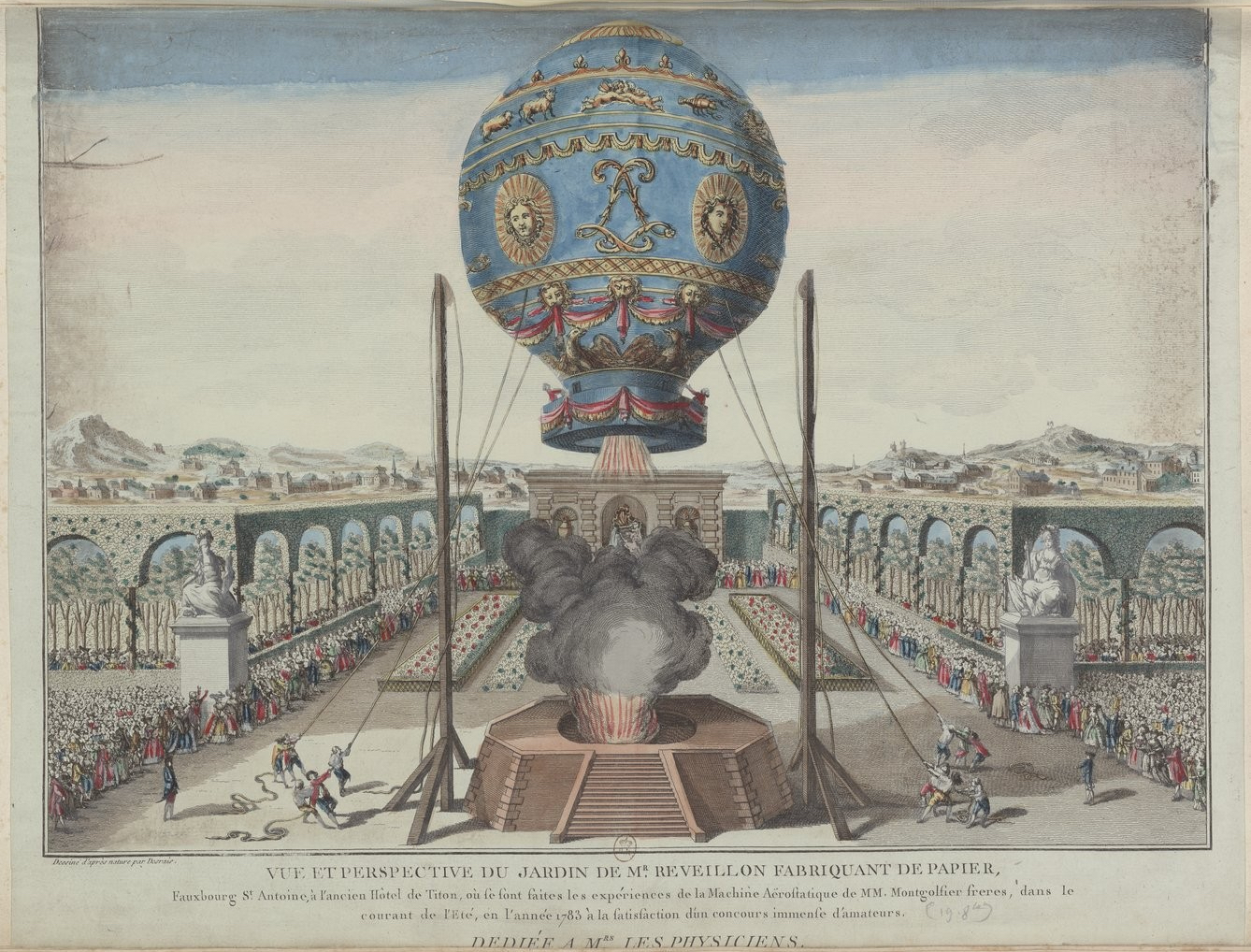
Heißluftballon der Gebrüder Montgolfier am 19. Oktober 1783

Daraufhin lud König Ludwig XVI. die Montgolfiers zu einer Demonstration nach Paris ein und erteilte zugleich der Akademie der Wissenschaften den Auftrag, Versuche mit der „fliegenden Kugel“ durchzuführen. Jean-Baptiste Réveillon lieferte Rat, Geld und farbige Tapete für den Ballon. 
Am 19. September 1783 ließen die Brüder in Anwesenheit des Königs vom Schloss Versailles aus einen Heißluftballon mit drei Tieren (Hammel, Ente und Hahn) aufsteigen. Der Flug dauerte gut acht Minuten. Da die Tiere das Experiment überlebten, gab der König die Erlaubnis zu einem Aufstieg mit Menschen. 
Am 15. Oktober 1783 unternahm der Physiker Jean-François Pilâtre de Rozier mit königlicher Bewilligung die erste Fahrt eines Menschen in einer Montgolfière, in der er eine Höhe von etwa 26 Metern erreichte. Der Ballon war dabei noch mit Seilen am Boden verankert.
Am 21. November 1783 hoben Rozier und der Offizier François d’Arlandes erstmals in einer frei fliegenden Montgolfière ab. Der Flug dauerte 25 Minuten und endete erfolgreich auf der Butte aux Cailles. Ursprünglich sollten Sträflinge als Versuchspersonen eingesetzt werden; nach Protesten ließ man diesen Gedanken jedoch fallen.
Beim nächsten bemannten Aufstieg, am 1. Dezember 1783, fuhr Jacques Alexandre César Charles in einem von ihm selbst entwickelten Wasserstoff-Ballon bei Paris auf eine Höhe von ungefähr 3 km.
Die erste bemannte Ballonfahrt außerhalb Frankreichs wurde von Paolo Andreani und den Brüdern Agostino und Carlo Gerli am 25. Februar 1784 in der Nähe von Mailand unternommen. Sie starteten von Moncucco, heute in Brugherio gelegen. 
Am 18. Mai 1784 ließ José María Alfaro in Xalapa (Mexiko) den ersten Luftballon auf dem amerikanischen Kontinent steigen. Er hob in einem städtischen Park ab, erreichte eine maximale Höhe von 800 Metern über Boden und legte bis zur Landung in Coatepec rund neun Kilometer zurück.

### Wasserpumpe und Transparentpapier
1796 automatisierte Joseph Michel Montgolfier die von John Whitehurst 1772 erstmals aufgebaute Pulsation Engine und schuf damit eine nur mit Wasserkraft angetriebene, autonom arbeitende Wasserpumpe, den hydraulischen Widder.
Die Brüder Montgolfier entwickelten in ihrer Fabrik ein Verfahren zur Herstellung von Transparentpapier; Jacques Étienne Montgolfier gründete später die erste Fachschule für Papiermacher. Sie waren Mitglieder der Académie des sciences in Paris.

## Sonstiges
- Étienne Montgolfier war Mitglied im Bund der Freimaurer, er gehörte der sog. Philosophenloge Les Neuf Sœurs in Paris an.
- Nach den Gebrüdern Montgolfier werden Ballonwettkämpfe Montgolfiaden genannt, so unter anderem die Warsteiner Internationale Montgolfiade (WIM), die Wintermontgolfiade in Sonthofen oder die Montgolfiade Münster, eine der ältesten Deutschlands. Diese freundschaftlichen Wettkämpfe finden in der Regel jährlich statt.
- Sie sind Namensgeber für den Montgolfier-Gletscher in der Antarktis sowie für das Gebrüder-Montgolfier-Gymnasium in Berlin-Johannisthal.
- Der Asteroid (5864) Montgolfier[8] und der Mondkrater Montgolfier[9] sind nach den Brüdern benannt.
- Die Papierfabrik Canson, die von der Familie Montgolfier gegründet wurde, existiert noch heute (2023) und stellt Künstlerpapiere her.[10]